# Torre del Gallo (Portoferraio)
La torre del Gallo è una torre costiera che si trova presso il porto di Portoferraio e deve il proprio nome all'antica presenza, sulla sua sommità, di un gallo in bronzo dorato che secondo la tradizione era opera dello scultore Giambologna e simboleggiava la «nuova alba» della città fortificata di Cosmopoli (Portoferraio), fondata dal granduca Cosimo I de' Medici. Tale opera venne trafugata sul finire del XVIII secolo. La struttura è ubicata sul Moletto della Sanità che chiude a sud-ovest l'area portuale; proprio il molo conferisce la denominazione al faro della Marina Militare, chiamato appunto Faro del Moletto della Sanità, che è collocato sulla struttura turriforme.
Il faro marittimo, che si affaccia sul mar Ligure sud-orientale, è ad alimentazione elettrica e a ottica fissa, ed è dotato di una lampada da 60 W che emette due luci rosse continue per l'illuminazione notturna del molo. L'impianto di illuminazione semaforica venne attivato nel 1902, venendo collocato sulla preesistente Torre del Gallo che fu edificata nel 1733 e ricostruita nel 1934 dopo il rifacimento del corrispondente molo.

## Architettura
La torre si presenta tozza a pianta quadrangolare, con basamento a scarpa cordonato e galleria interna; nella parte centrale della sommità della facciata orientale poggia una più piccola struttura turriforme a sezione quadrata che culmina all'apice con un gallo metallico che conferisce il nome alla struttura. Originariamente, oltre a svolgere funzioni difensive, era sede del lazzeretto; dopo il rifacimento del molo, ha ospitato la caserma della Regia Guardia di Finanza a partire dal 1934.